# Maksim Kartoszkin
Maksim Igoriewicz Kartoszkin, ros. Максим Игоревич Картошкин (ur. 17 maja 1989 w Moskwie) – rosyjski hokeista.

## Kariera
- Spartak Moskwa 2 (2005-2006)
- Witiaź 2 Czechow (2006-2008)
- Witiaź Czechow (2007)
- Russkie Witiazi Czechow (2009-2011)
- Mołot-Prikamje Perm (2011-2012)
- HK Sarow (2012-2014)
- THK Twer (2014)
- GKS Tychy (2014-2016)
- STS Sanok (2016)
- Polonia Bytom (2016-2017)
- Orlik Opole (2017)
- HK Riazań (2017)
- Nesta Mires Toruń (2018-2019)

Wychowanek Spartaka Moskwa. Karierę rozwijał w klubie Witiaź Czechow. Najpierw w drużynie rezerwowej w rozgrywkach III ligi rosyjskiej (2006-2008), juniorskiej lidze MHL (2009-2011) i Wysszaja Chokkiejnaja Liga (2011-2014), następnie w barwach pierwszej drużyny grał w dwóch pierwszych edycjach elitarnych rozgrywek KHL 2008/2009 i 2009/2010 (rozegrał 22 mecze, w których zdobył jednego gola i zaliczył dwie asysty), a ponadto grał w drużynie juniorskiej klubu w rozgrywkach MHL (2009-2011). Następnie występował w rozgrywkach Wysszaja Chokkiejnaja Liga (2011-2014). Od września 2014 zawodnik GKS Tychy w rozgrywkach Polskiej Hokej Ligi (wraz z nim zawodnikiem tego klubu został inny Rosjanin i rówieśnik Jurij Kuzin, także wychowanek Spartaka Moskwa). Zwolniony z klubu w styczniu 2016. Od końca stycznia 2016 zawodnik STS Sanok. Od lipca 2016 do końca stycznia 2017 zawodnik Polonii Bytom. Od końca stycznia 2017 do końca sezonu 2016/2017 zawodnik Orlika Opole. Od lata 2017 do października tego roku był zawodnikiem HK Riazań. W styczniu 2018 został zawodnikiem Nesty Toruń.

## Sukcesy
Klubowe
- Puchar Polski: 2014 z GKS Tychy
- Złoty medal mistrzostw Polski: 2015 z GKS Tychy
- Superpuchar Polski: 2015 z GKS Tychy
- Trzecie miejsce w Superfinale Pucharu Kontynentalnego: 2016 z GKS Tychy
- Złoty medal I ligi: 2018 z Nestą Mires Toruń

Indywidualne
- Wysszaja Chokkiejnaja Liga (2013/2014): najlepszy napastnik miesiąca – wrzesień 2013[13]
- Polska Hokej Liga (2014/2015): czwarte miejsce w klasyfikacji strzelców goli wygrywających mecz w sezonie zasadniczym: 4
- I liga polska w hokeju na lodzie (2017/2018)[14]
  - Pierwsze miejsce w klasyfikacji strzelców w fazie-play-off: 11 goli
  - Drugie miejsce w klasyfikacji asystentów w fazie-play-off: 13 asyst
  - Pierwsze miejsce w klasyfikacji kanadyjskiej w fazie-play-off: 14 punkty